# ليسا بلونت
ليسا بلونت (بالإنجليزية: Lisa Blount)‏ هي منتجة أفلام وممثلة أمريكية، ولدت في 1 يوليو 1957 في الولايات المتحدة، وتوفيت بنفس المكان في 25 أكتوبر 2010 بسبب مرض قلبي وعائي. بدأت مشوارها المهني سنة 1969، ومن الجوائز التي نالتها جائزة الأوسكار لأفضل فيلم حي قصير.

## أعمال

### أفلام
- (1982) ضابط ورجل نبيل[6]
- (1989) غضب الأعمى

## جوائز
- جائزة الأوسكار لأفضل فيلم حي قصير

## وصلات خارجية
- ليسا بلونت على موقع IMDb (الإنجليزية)
- ليسا بلونت على موقع ألو سيني (الفرنسية)
- ليسا بلونت على موقع تيرنر كلاسيك موفيز (الإنجليزية)
- ليسا بلونت على موقع أول موفي (الإنجليزية)
- ليسا بلونت على موقع قاعدة بيانات الأفلام السويدية (السويدية)
- ليسا بلونت على موقع إن إن دي بي (الإنجليزية)
- ليسا بلونت على موقع قاعدة بيانات الفيلم (الإنجليزية)
- ليسا بلونت على موقع كينوبويسك (الروسية)